# Dániel Rózsa
Dániel Rózsa (sinh 24 tháng 11 năm 1984 ở Szombathely) là một cầu thủ bóng đá Hungary hiện tại thi đấu cho Szombathelyi Haladás.

## Danh hiệu
Hungarian Second Division: 
 Vô địch: 2008

## Thống kê câu lạc bộ
| Câu lạc bộ          | Mùa giải | Giải vô địch | Giải vô địch | Cúp     | Cúp       | Cúp Liên đoàn | Cúp Liên đoàn | Châu Âu | Châu Âu   | Tổng    | Tổng      |
| Câu lạc bộ          | Mùa giải | Số trận      | Bàn thắng    | Số trận | Bàn thắng | Số trận       | Bàn thắng     | Số trận | Bàn thắng | Số trận | Bàn thắng |
| ------------------- | -------- | ------------ | ------------ | ------- | --------- | ------------- | ------------- | ------- | --------- | ------- | --------- |
| Haladás             |          |              |              |         |           |               |               |         |           |         |           |
| 2004–05             | 3        | 0            | 0            | 0       | 0         | 0             | 0             | 0       | 3         | 0       |           |
| 2005–06             | 15       | 0            | 0            | 0       | 0         | 0             | 0             | 0       | 15        | 0       |           |
| 2006–07             | 3        | 0            | 0            | 0       | 0         | 0             | 0             | 0       | 3         | 0       |           |
| 2007–08             | 20       | 0            | 0            | 0       | 0         | 0             | 0             | 0       | 23        | 1       |           |
| 2008–09             | 30       | 0            | 4            | 0       | 1         | 0             | 0             | 0       | 35        | 0       |           |
| 2009–10             | 30       | 0            | 1            | 0       | 1         | 0             | 4             | 0       | 36        | 0       |           |
| 2010–11             | 30       | 0            | 3            | 0       | 4         | 0             | 0             | 0       | 37        | 0       |           |
| 2011–12             | 27       | 0            | 2            | 0       | 0         | 0             | 0             | 0       | 29        | 1       |           |
| 2012–13             | 25       | 0            | 1            | 0       | 2         | 0             | 0             | 0       | 28        | 0       |           |
| 2013–14             | 30       | 0            | 2            | 0       | 2         | 0             | 0             | 0       | 34        | 0       |           |
| 2014–15             | 12       | 0            | 2            | 0       | 0         | 0             | 0             | 0       | 14        | 0       |           |
| Tổng                | 225      | 0            | 15           | 0       | 10        | 0             | 4             | 0       | 254       | 0       |           |
| Tổng cộng sự nghiệp |          | 225          | 0            | 15      | 0         | 10            | 0             | 4       | 0         | 254     | 0         |

Cập nhật theo các trận đấu đã diễn ra tính đến ngày 26 tháng 10 năm 2014.